# Markus Zimmermann
Markus Zimmermann (ur. 4 września 1964 w Berchtesgaden) – niemiecki bobsleista. Zimmermann uprawiał ten sport w latach 1984–2004. Uczestniczył w czterech zimowych igrzyskach olimpijskich – zdobył 4 medale w tym 2 złote, 1 srebrny i 1 brązowy. Zdobył również 8 medali mistrzostw świata.